# Bernat Quintana
Bernat Quintana, nome d'arte di Bernat Quintana y Sanfeliu, (Esplugues de Llobregat, ottobre 1986), è un attore spagnolo, noto per aver interpretato il ruolo di Max Carbó nella serie El cor de la ciutat.

## Biografia
Bernat Quintana è nato nel 1986 a Esplugues de Llobregat.
Ha esordito come attore nel 1998 nel ruolo di Pere Figueres Masdeu nella serie televisiva Laura.

## Filmografia
- Laura (1998-1999) Serie TV
- La ciudad de los prodigios (1999)
- Valèria (2001) Film TV
- Vorvik (2005)
- Cámping (2006) Film TV
- Jo, el desconegut (2007) Film TV
- Putas (2009) Cortometraggio
- El cor de la ciutat (2000-2009) Serie TV
- Miércoles: Scorsese (2010) Cortometraggio
- Barcelona, ciutat neutral, negli episodi 1x1 (2011) e 1x2 (2011)
- Auca del Born (2013) Film TV
- Barcelona 1714 (2014)